# Pomacentrus trichrourus
Pomacentrus trichrourus är en fiskart som beskrevs av Günther, 1867. Pomacentrus trichrourus ingår i släktet Pomacentrus och familjen Pomacentridae. Inga underarter finns listade i Catalogue of Life.